# Сент-Антони (Ньюфаундленд и Лабрадор)
Сент-Антони (англ. St. Anthony) — небольшой город (town) на острове Ньюфаундленд (провинция Ньюфаундленд и Лабрадор, Канада).

## География
Сент-Антони находится на самом севере острова Ньюфаундленд, у северной оконечности Большого Северного полуострова. Город расположен недалеко от входа в бухту Хейр, с её северной стороны. Площадь города составляет 37,02 км².
Расстояние от Сент-Антони до города Корнер-Брук, находящегося к юго-западу от него, — 492 км.

## История
Место, где расположен Сент-Антони, в 1534 году было исследовано французским мореплавателем Жаком Картье. В XVI веке бухта использовалась в качестве летней стоянки рыболовецкими судами из Сен-Мало (Бретань, Франция). Изначально место называли на французский манер — Сен-Антуан (St.-Antoine), французы продолжали использовать его до начала XIX века.
В 1800-х годах появились первые постоянные поселенцы-англичане. В 1857 году в Сент-Антони проживало 10 семей, и его население составляло 71 человек (включая соседнее поселение Сент-Антони-Байт). К 1874 году население Сент-Антони увеличилось до 110 человек (не включая Сент-Антони-Байт), а в 1891 году там проживало 139 человек.
В 1900 году британский врач и миссионер Уилфред Гренфелл выбрал Сент-Антони местом для строительства больницы, обслуживающей северные районы Ньюфаундленда. В Сент-Антони также обосновалась штаб-квартира Миссии Гренфелла — филантропической организации, обеспечивающей медицинское и социальное обслуживание на севере Ньюфаундленда (а затем и на Лабрадоре). К 1911 году население Сент-Антони составляло 462 человека.
В 1930-х годах в восточной части города (Сент-Антони-Ист) было построено предприятие по производству солёной рыбы, а в 1940-х годах появились холодильные предприятия для хранения замороженной рыбы, которые сначала использовались для лосося, а затем и для трески. В 1951 году на холме у гавани была построена радиолокационная станция США, которая действовала до 1960-х годов.

## Население
Согласно переписи населения 2016 года, население Сент-Антони составляло 2258 человек, 47,6 % мужчин и 52,4 % женщин. Средний возраст жителей Сент-Антони составлял 46,2 лет.
| 1986 | 1991 | 1996 | 2001 | 2006 | 2011 | 2016 |
| ---- | ---- | ---- | ---- | ---- | ---- | ---- |
| 3182 | 3164 | 2996 | 2730 | 2476 | 2418 | 2258 |

## Фотогалерея

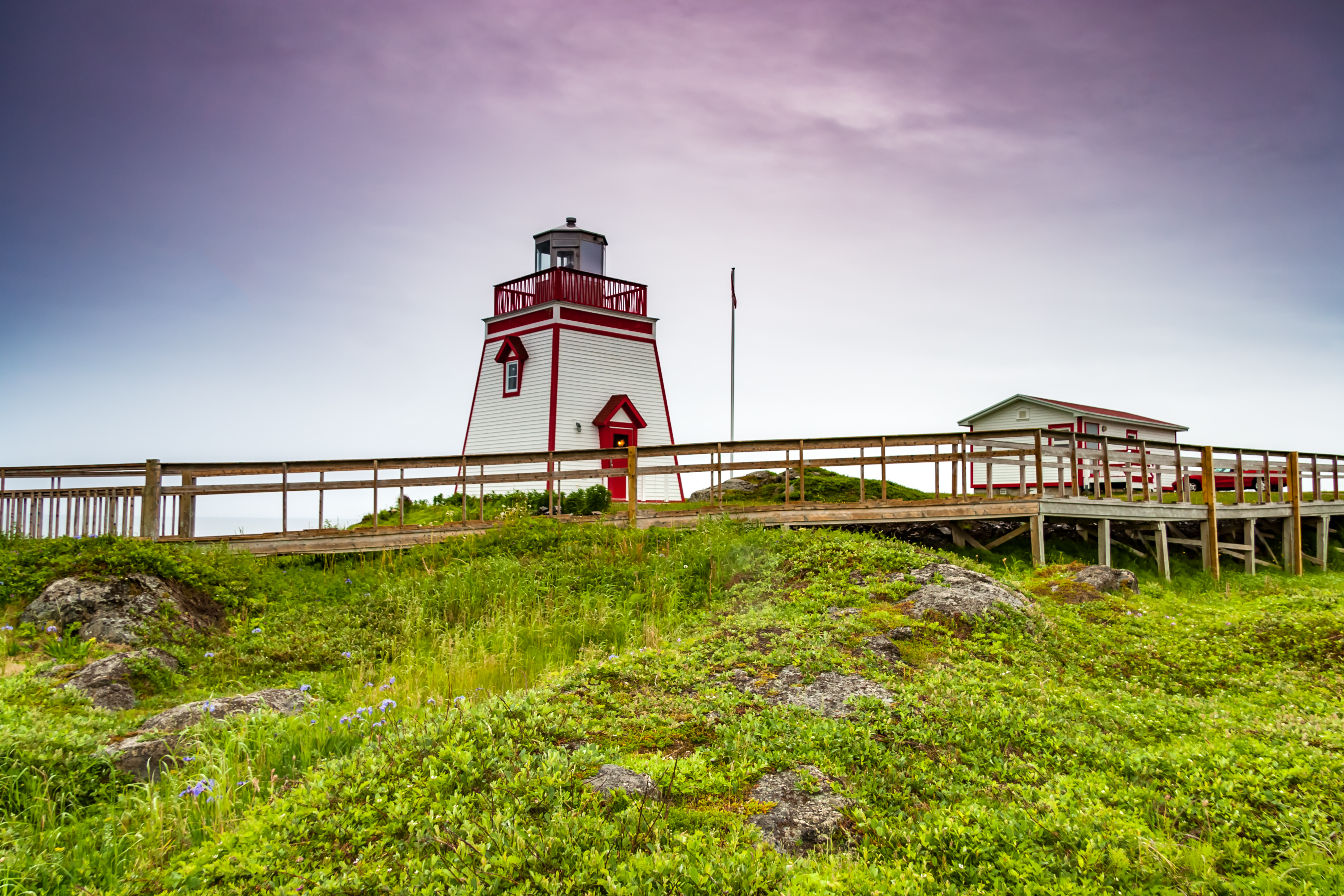
Маяк Фокс-Пойнт
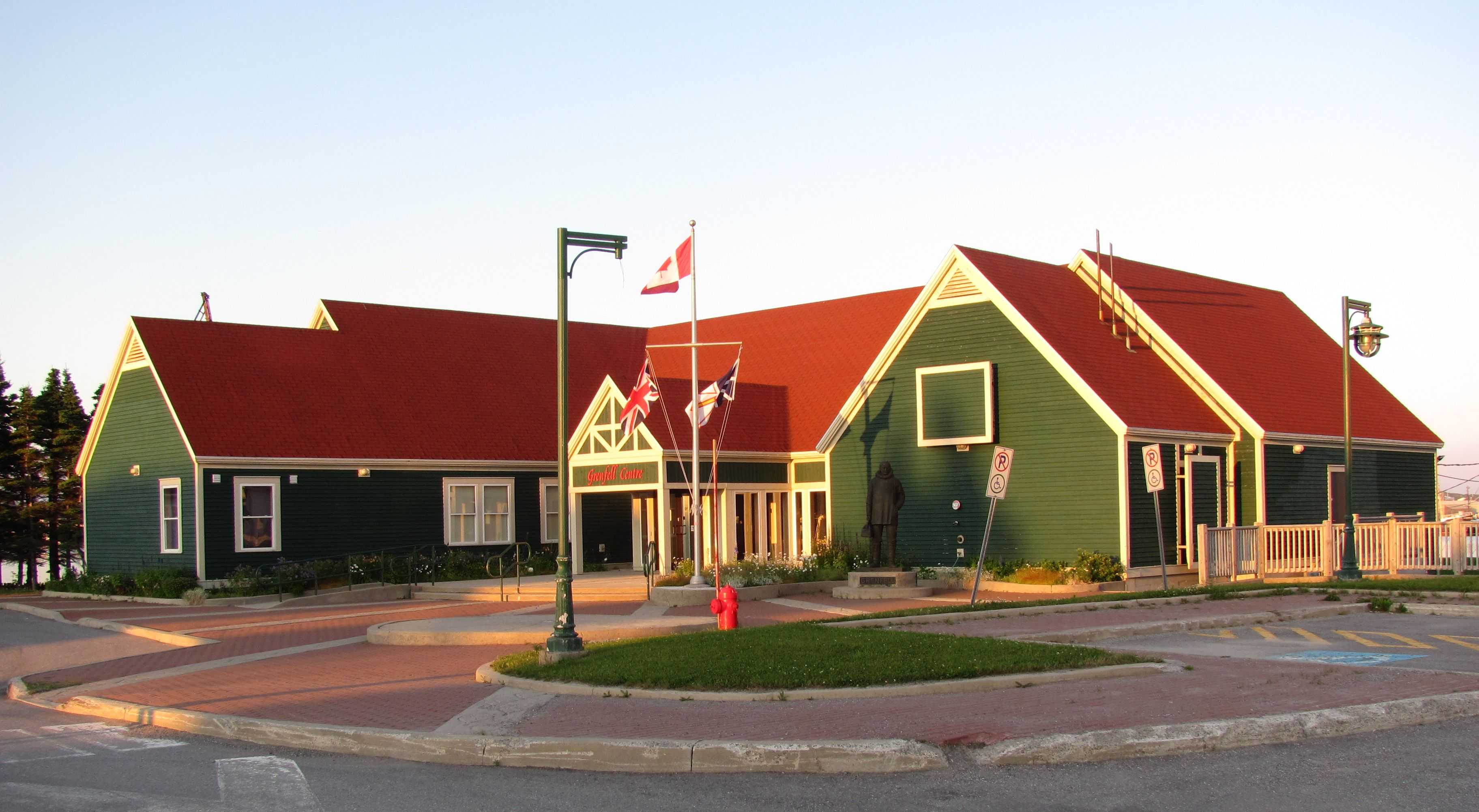
Центр Гренфелла
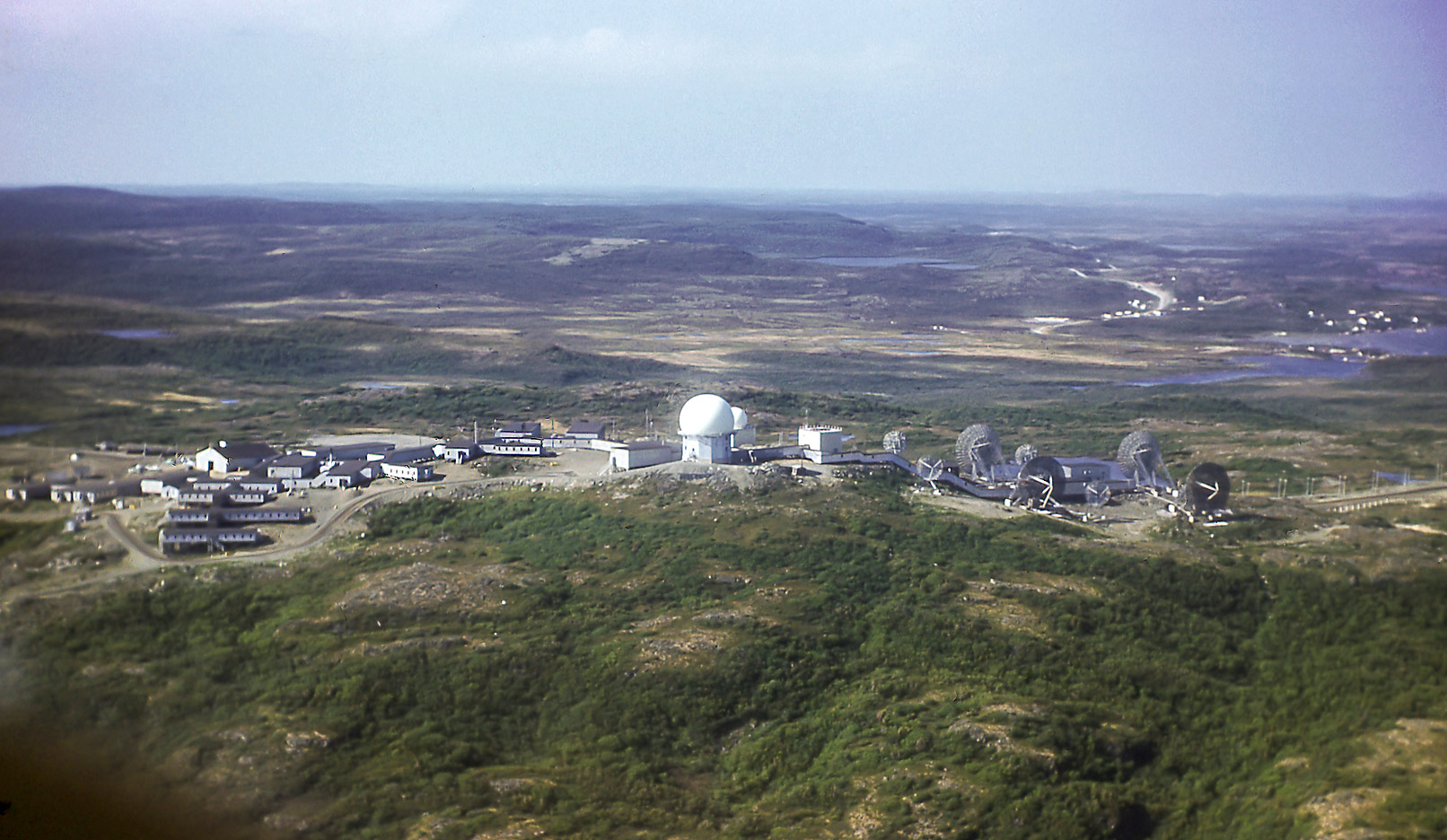
Радарная станция (1961 год)
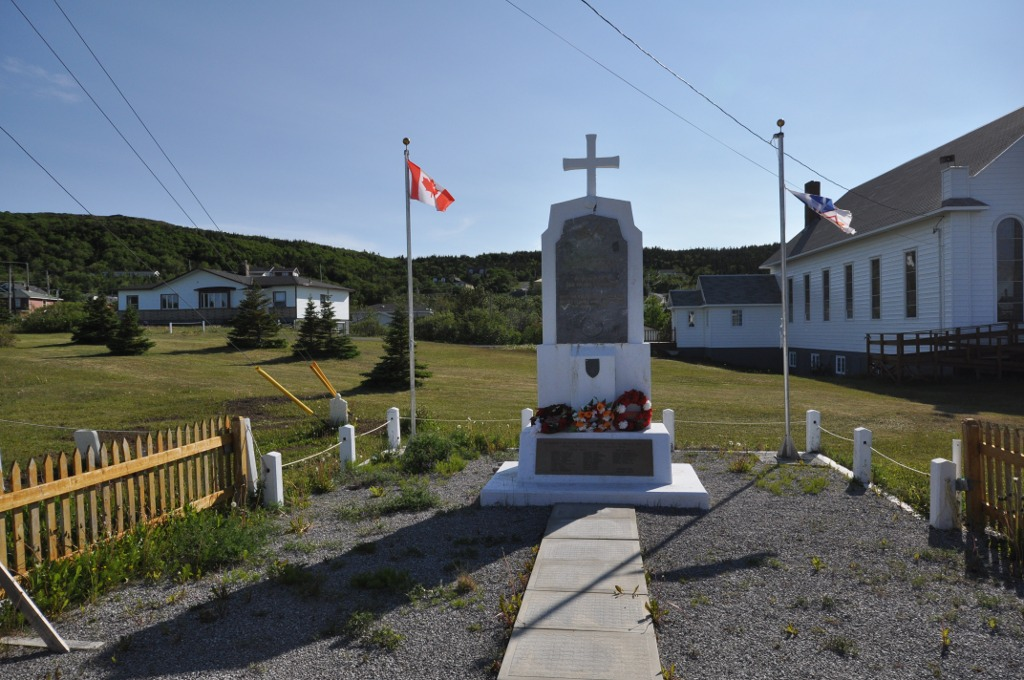
Военный мемориал